# Rössingkogel
Rössingkogel är ett berg i Österrike.   Det ligger i distriktet Liezen och förbundslandet Steiermark, i den centrala delen av landet, 220 km väster om huvudstaden Wien. Toppen på Rössingkogel är 1 075 meter över havet.
Terrängen runt Rössingkogel är bergig åt sydost, men åt nordväst är den kuperad. Närmaste större samhälle är Schladming, 5,7 km sydväst om Rössingkogel. 
I omgivningarna runt Rössingkogel växer i huvudsak blandskog. Runt Rössingkogel är det ganska glesbefolkat, med 25 invånare per kvadratkilometer.